# Pulitzer-Preis/Leitartikel
Der Pulitzer-Preis für das Schreiben von Leitartikeln (Pulitzer Prize for Editorial Writing) wird seit 1917 vergeben. 1919, 1921, 1930, 1932, 1935, 1981, 1993, 2008 und 2012 wurde er nicht vergeben.

## Preisträger

### 2020–2029
- 2024: David E. Hoffman von The Washington Post, für eine Serie über die Repressionen im digitalen Zeitalter durch autoritäre Regimes
- 2023: Nancy Ancrum, Amy Driscoll, Luisa Yanez, Isadora Rangel und Lauren Costantino von The Miami Herald, für „eine Reihe von Leitartikeln über das Versäumnis von Beamten Floridas, viele vom Steuerzahler finanzierte Annehmlichkeiten und Dienstleistungen zu erfüllen, die den Einwohnern über Jahrzehnte versprochen wurden.“
- 2022: Lisa Falkenberg, Michael Lindenberger, Joe Holley und Luis Carrasco von der Houston Chronicle, für „eine Kampagne, die mit origineller Berichterstattung Taktiken der Wählerunterdrückung aufdeckte, den Mythos des weitverbreiteten Wahlbetrugs zurückwies und für vernünftige Wahlrechtsreformen plädierte.“
- 2021: Robert Greene, Los Angeles Times für seine Arbeit/Artikel „that clearly and holistically examined the Los Angeles criminal justice system.“[1]
- 2020: Jeffery Gerritt, Palestine Herald Press (Texas)

### 2010–2019
- 2019: Brent Staples, The New York Times
- 2018: Andie Dominick, The Des Moines Register
- 2017: Art Cullen, The Storm Lake Times
- 2016: John Hackworth und Brian Gleason, Sun Newspapers, Charlotte Harbor, Florida
- 2015: Kathleen Kingsbury, The Boston Globe
- 2014: Redaktion von The Oregonian
- 2013: Tim Nickens und Daniel Ruth, Tampa Bay Times
- 2012: nicht vergeben
- 2011: Joseph Rago, The Wall Street Journal
- 2010: Tod Robberson, Colleen McCain Nelson und William McKenzie, The Dallas Morning News

### 2000–2009
- 2009: Mark Mahoney, The Post-Star
- 2008: nicht vergeben
- 2007: Arthur Browne, Beverly Weintraub und Heidi Evans, New York Daily News
- 2006: Rick Attig und Doug Bates von der Oregonian,
- 2005: Tom Philp von Sacramento Bee,
- 2004: William R. Stall, Los Angeles Times,
- 2003: Cornelia Grumman, Chicago Tribune,
- 2002: Alex Raksin und Bob Sipchen, Los Angeles Times,
- 2001: David Moats, Rutland Herald (Vermont),
- 2000: John C. Bersia, Orlando Sentinel,

### 1990–1999
- 1999: Editorial Board, New York Daily News,
- 1998: Bernard L. Stein, Riverdale Press (New York),
- 1997: Michael Gartner, Daily Tribune (Ames, Iowa),
- 1996: Robert B. Semple, Jr., The New York Times,
- 1995: Jeffrey Good, St. Petersburg Times (Florida),
- 1994: R. Bruce Dold, Chicago Tribune,
- 1993: nicht vergeben
- 1992: Maria Henson, Lexington Herald-Leader (Kentucky),
- 1991: Ron Casey, Harold Jackson and Joey Kennedy of The Birmingham News,
- 1990: Thomas J. Hylton, Pottstown Mercury (Pennsylvania),

### 1980–1989
- 1989: Lois Wille, Chicago Tribune,
- 1988: Jane Healy, Orlando Sentinel,
- 1987: Jonathan Freedman, Tribune (San Diego, California),
- 1986: Jack Fuller, Chicago Tribune,
- 1985: Richard Aregood, Philadelphia Daily News,
- 1984: Albert Scardino, Georgia Gazette,
- 1983: Editorial Board, Miami Herald,
- 1982: Jack Rosenthal, The New York Times,
- 1981: nicht vergeben
- 1980: Robert L. Bartley, The Wall Street Journal

### 1970–1979
- 1979: Edwin M. Yoder Jr., Washington Star,
- 1978: Meg Greenfield, The Washington Post,
- 1977: Warren L. Lerude, Foster Church and Norman F. Cardoza, Reno Evening Gazette and Nevada State Journal,
- 1976: Philip P. Kerby, Los Angeles Times,
- 1975: John Daniell Maurice, Charleston Daily Mail,
- 1974: F. Gilman Spencer, Trentonian (New Jersey),
- 1973: Roger B. Linscott, Berkshire Eagle (Pittsfield, Massachusetts),
- 1972: John Strohmeyer. Bethlehem Globe-Times (Pennsylvania),
- 1971: Horance G. Davis Jr., Gainesville Sun (Florida),
- 1970: Philip L. Geyelin, The Washington Post,

### 1960–1969
- 1969: Paul Greenberg, Pine Bluff Commercial (Arkansas),
- 1968: John S. Knight, Knight Newspapers,
- 1967: Eugene Patterson, Atlanta Constitution,
- 1966: Robert Lasch, St. Louis Post-Dispatch,
- 1965: John R. Harrison, Gainesville Sun (Florida),
- 1964: Hazel Brannon Smith, Lexington Advertiser,
- 1963: Ira B. Harkey Jr., Pascagoula Chronicle,
- 1962: Thomas M. Storke, Santa Barbara News-Press,
- 1961: William J. Dorvillier, San Juan Star,
- 1960: Lenoir Chambers, Norfolk Virginian-Pilot,

### 1950–1959
- 1959: Ralph McGill, Atlanta Constitution,
- 1958: Harry Ashmore, Arkansas Gazette,
- 1957: Buford Boone of Tuscaloosa News,
- 1956: Lauren K. Soth, Register and Tribune (Des Moines, Iowa),
- 1955: Royce Howes, Detroit Free Press,
- 1954: Don Murray, Boston Herald,
- 1953: Vermont Connecticut Royster, The Wall Street Journal,
- 1952: Louis LaCoss, St. Louis Globe Democrat,
- 1951: William Harry Fitzpatrick, New Orleans States,
- 1950: Carl M. Saunders of Jackson Citizen Patriot (Michigan),

### 1940–1949
- 1949: John H. Crider, Boston Herald,
- 1948: Virginius Dabney, Richmond Times-Dispatch,
- 1947: William H. Grimes, The Wall Street Journal,
- 1946: Hodding Carter, Delta Democrat-Times (Greenville, Mississippi),
- 1945: George W. Potter, Providence Journal-Bulletin,
- 1944: Henry J. Haskell, The Kansas City Star,
- 1943: Forrest W. Seymour, Des Moines Register,
- 1942: Geoffrey Parsons, New York Herald Tribune,
- 1941: Reuben Maury, New York Daily News,
- 1940: Bart Howard, St. Louis Post-Dispatch,

### 1930–1939
- 1939: Ronald G. Callvert, The Oregonian (Portland, Oregon),
- 1938: William Wesley Waymack, Des Moines Register,
- 1937: John W. Owens, Baltimore Sun,
- 1936: George B. Parker, Scripps-Howard Newspapers,
- 1936: Felix Morley, The Washington Post,
- 1935: nicht vergeben
- 1934: E. P. Chase, Atlantic News-Telegraph (Iowa),
- 1933: Es wurde kein Autor benannt, The Kansas City Star,
- 1932: nicht vergeben
- 1931: Charles S. Ryckman, Fremont Tribune,
- 1930: nicht vergeben

### 1917–1929
- 1929: Louis Isaac Jaffé, Norfolk Virginian-Pilot,
- 1928: Grover Cleveland Hall, Montgomery Advertiser,
- 1927: F. Lauriston Bullard, Boston Herald,
- 1926: Edward M. Kingsbury, The New York Times,
- 1925: Es wurde kein Autor benannt, Charleston News and Courier,
- 1924: Es wurde kein Autor benannt, Boston Herald,
- 1922: Frank M. O’Brien, New York Herald,
- 1923: William Allen White, Emporia Gazette (Kansas),
- 1921: nicht vergeben
- 1920: Harvey E. Newbranch, Evening World Herald (Omaha, Nebraska),
- 1919: nicht vergeben
- 1918: Es wurde kein Autor benannt, Louisville Courier Journal,
- 1917: Es wurde kein Autor benannt, The New York Times,